# Lamprotornis corruscus
Lamprotornis corruscus là một loài chim trong họ Sturnidae.